# Isoetes killipii
Isoetes killipii är en kärlväxtart som beskrevs av Conrad Vernon Morton. Isoetes killipii ingår i släktet braxengräs, och familjen Isoetaceae. Inga underarter finns listade i Catalogue of Life.